# Плецкау
Плецкау (нім. Plötzkau) — громада в Німеччині, розташована в землі Саксонія-Ангальт. Входить до складу району Зальцланд. Складова частина об'єднання громад Заале-Віппер.
Площа — 23,91 км2. Населення становить 1260 ос. (станом на 31 грудня 2021).